# Johann Wilhelm Hittorf
Johann Wilhelm Hittorf (Bonn, 27 de março de 1824 — Münster,  28 de novembro de 1914) foi um físico alemão.

## Biografia
Hittorf foi o primeiro a calcular a capacidade de transporte de electricidade de átomos e moléculas carregadas (íons), um fator importante no entendimento de reações eletroquímicas. Formulou o número de transporte (condutividade iônica) e o primeiro método para sua medição.
Observou tubos com raios energéticos que se estendiam desde um eletrodo negativo (cátodo). Estes raios produziam uma fluorescência quando batiam nas paredes de vidro dos tubos. Em 1876, o efeito foi batizada de "raios catódicos" por Eugen Goldstein . 
As primeiras investigações da Hittorf estavam nos alótropos do fósforo e selênio. Entre 1853 a 1859 a sua obra mais importante foi sobre o movimento de íons causados por corrente elétrica. Em 1853 Hittorf salientou que alguns íons viajavam mais rapidamente do que outros. Esta observação levou ao conceito de número de transporte , a fração da corrente elétrica transportada por cada espécie iônica. Ele mediu as alterações na concentração de soluções submetidas à eletrólise, calculando a partir delas o números transporte (relativa capacidade de carga) de muitos íons, e em 1869, publicou suas leis que regulam a migração de íons.
Ele se tornou professor de física e química na Universidade de Münster e diretor dos laboratórios de lá de 1879 até 1889. Ele também investigou os espectros de luz de gases e vapores, trabalhou na passagem de eletricidade através de gases, e descobriu novas propriedades dos raios catódicos (raios de elétrons). Em 1869, ele verificou que os raios catódicos apresentavam cores diferentes em função de diferentes gases e pressões. Ele notou que, quando havia qualquer objeto colocado entre o cátodo e o lado iluminado do tubo, então a sombra do objeto aparecia. 
Seu trabalho levou em direção ao desenvolvimento de raios-X e tubos de raios catódicos. A medição de corrente em um tubo de vácuo foi um passo importante para a criação de um diodo de tubo de vácuo.